# Episiphon subtorquatum
Episiphon subtorquatum is een Scaphopodasoort uit de familie van de Gadilinidae. De wetenschappelijke naam van de soort is voor het eerst geldig gepubliceerd in 1871 door Fischer.